# Я вбив свою маму
«Я вбив свою́ ма́му» (фр. J'ai tué ma mère) — дебютний фільм канадського режисера, сценариста, продюсера та актора Ксав'є Долана, знятий у 2009 році. Світова прем'єра стрічки відбулася 18 травня 2009 року на Каннському кінофестивалі.

## Сюжет
16-річний Убер, котрий живе зі своєю матір'ю в передмісті Монреаля, що в Канаді, намагається відстояти незалежність і власну гідність перед матір'ю, яку він як любить, так і ненавидить. Мати любить його, але не вміє показати свої почуття синові, вона замучена роботою, страждає від самотності після того, як чоловік пішов із сім'ї.
Убера, талановитого художника, дратує в матері все: несмак в одязі, манера їсти, невміння розмовляти. А його мати Шанталь не знаходить у собі сили й не вміє зрозуміти проблем юнака. Вона не готова визнати сина самостійною дорослою людиною, випустити його з-під своєї часто зайвої опіки.
Самотність, наркотики, камінг-аут, підліткові пошуки свого місця в житті — все залишається прихованим від матері.

## У ролях
- Енн Дорваль — Шанталь Леммінґ
- Ксав'є Долан — Убер Мінель
- Франсуа Арно — Антонін Рембо
- Нільс Шнайдер — Ерік

## Нагороди
Загалом стрічка отримала 26 нагород, зокрема:
- Каннський кінофестиваль (2009)
  - Приз «Погляд Молоді» за найкращий фільм у програмі «Двотижневик режисерів»
  - Приз Art Cinema Міжнародної Європейської конфедерації артхаусних кінотеатрів
  - Приз за найкращий франкомовний фільм товариства драматичних авторів і композиторів SACD
- Міжнародний кінофестиваль у Бангкоку (2009)
  - Спеціальна відзнака
- Міжнародний кінофестиваль у Рейк'явіку (2009)
  - «Золотий буревісник»
- Кінофестиваль у Седбері (2009)
  - Найкращий канадський дебютний фільм
  - Приз глядацьких симпатій
- Міжнародний фестиваль франкомовних фільмів у Намюрі (2009)
  - Найкращий перший сценарій
  - Приз «Золотий Баярд» за найкращу жіночу акторську роль
- Нагороди Асоціації кінокритиків у Торонто (2009)
  - Приз Джея Скотта
- Міжнародний кінофестиваль у Загребі (2009)
  - Великий Приз
- Міжнародний кінофестиваль у Ванкувері (2009)
  - Найкращий канадський фільм
- Нагороди Товариства кінокритиків Ванкувера (2010)
  - Найкращий актор у канадському фільмі
  - Найкращий актор другого плану у канадському фільмі
  - Найкращий режисер канадського фільму
  - Найкращий канадський фільм
- Міжнародний кінофестиваль у Палм-Спрінґс (2010)
  - Приз ФІПРЕССІ
- Міжнародний кінофестиваль у Стамбулі (2010)
  - Глядацький приз
- Фестиваль сучасного кіно «2morrow/Завтра» (2010)
  - Ґран-прі
- Премія «Джині» (2010)
  - Приз Клода Жютра
- Премія «Жютра» (2010)
  - Найкраща акторка
  - Найкращий оригінальний сценарій
  - Найкращий фільм
- Премія «Люм'єр» (2010)
  - Міжнародний Приз глядацьких симпатій
  - Найкращий франкомовний фільм

## Номінації
Загалом стрічка отримала 10 номінацій, зокрема:
- Міжнародний кінофестиваль у Бангкоку (2009)
  - «Золотий Кіннарі»
- Кінофестиваль у Стокгольмі (2009)
  - «Золотий Кінь»
- Міжнародний кінофестиваль у Сан-Паулу (2009)
  - Приз Міжнародного журі
- Нагороди Асоціації кінокритиків Вашингтона з Округу Колумбія (2009)
  - Найкращий іноземний фільм
- Премія «Сателіт» (2009)
  - Найкращий іншомовний фільм (Канада)
- Премія «Сезар» (2010)
  - Найкращий іноземний фільм (Канада)
- Премія «Клотрудіс» (2011)
  - Найкраща акторка
  - Найкращий режисер
  - Найкращий оригінальний сценарій
  - Найкращий фільм

## Додаткові факти
- Ксав'є Долан написав сценарій для свого фільму, коли йому було 16 років
- Режисер вклав усі свої заощаджені кошти у знімання фільму
- Декотрі епізоди в фільмі мають схожість зі стрічкою «Чотириста ударів» (її афіша ненадовго з'являється в кадрі фільму)